# Сочка Олександр Олександрович
Олекса́ндр Олекса́ндрович Со́чка (нар. 19 лютого 1971, Білки, Закарпатська область) — український політик, народний депутат України VI та VIII скликання.

## Освіта
У 1993 році закінчив Львівський національний університет імені Івана Франка за фахом журналіст.

## Кар'єра
Працював журналістом у закарпатських газетах «Срібна Земля», «Фест». Пізніше переїхав до Києва, де тривалий працював у прес-службі «Блоку Юлії Тимошенко».
Був радником Прем'єр-міністра України Юлії Тимошенко на громадських засадах (з лютого 2008 до березня 2010).

## Парламентська діяльність
Народний депутат України 6-го скликання з 3 червня 2008 до 12 грудня 2012 від «Блоку Юлії Тимошенко», № 172 в списку. На час виборів: керівник прес-служби Виконавчого секретаріату Політради партії ВО «Батьківщина», безпартійний. Член фракції «Блок Юлії Тимошенко» (з червня 2008). Член Комітету з питань соціальної політики та праці (з вересня 2008).
Член ВО «Батьківщина» (з 6 листопада 2008), колишній керівник прес-служби Виконавчого секретаріату Політради.
Народний депутат України 8-го скликання з 27 листопада 2014 до 29 серпня 2019 від політичної партії «Народний фронт», № 50 в списку. На час виборів: радник Голови Верховної Ради України, безпартійний. Член фракції політичної партії «Народний фронт» (з грудня 2014). Голова підкомітету з питань державної інформаційної політики та інформаційної безпеки Комітету з питань свободи слова та інформаційної політики (з грудня 2014).
Кандидат у народні депутати від партії «Українська Стратегія Гройсмана» на парламентських виборах 2019 року, № 20 у списку.